# Virgen de los Ángeles (Costa Rica)
Nuestra Señora de los Ángeles es una advocación de la Virgen María en la Iglesia católica. 
La Virgen María como Reina de los Ángeles fue declarada patrona de Costa Rica en 1824. En dicho país, además, la devoción a la Virgen de los Ángeles tomó rasgos autóctonos característicos, mezclándose la tradición cristiana-europea con elementos de la cultura indígena y negra. Se le llamó con ese título porque el día del hallazgo de la imagen los franciscanos conmemoran a esa advocación. 
La celebración de Nuestra Señora de los Ángeles se realiza principalmente en la ciudad de Cartago (Costa Rica). Desde finales del siglo XIX se realiza una romería hasta el santuario cada 2 de agosto, en la Basílica de los Ángeles. También es parte de esa celebración la llamada Pasada de La Negrita, desde 1782.

## Leyenda del hallazgo de la imagen

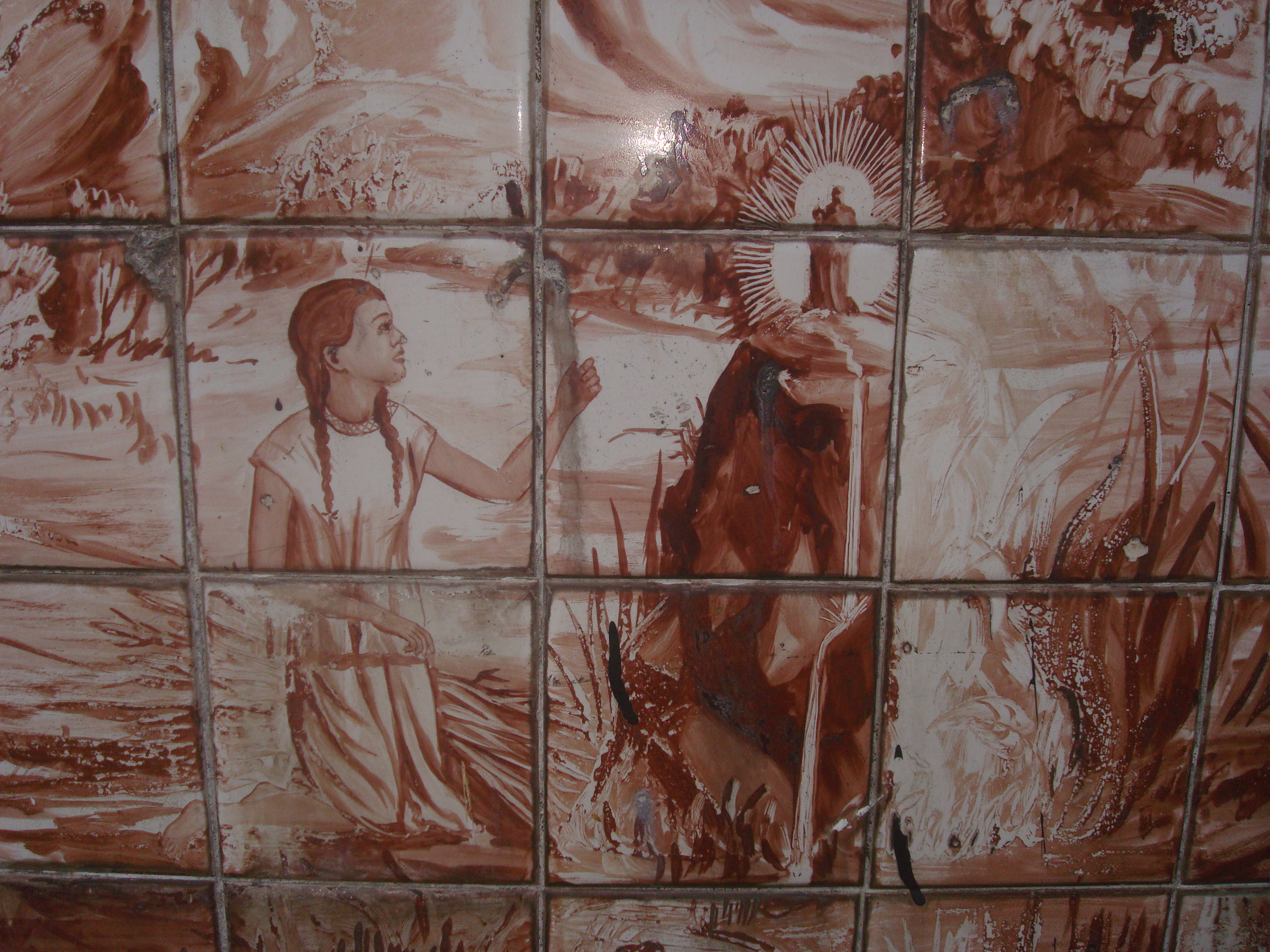
Hallazgo de la imagen de la Virgen. Mosaico en San José, Costa Rica.

En el Período Colonial, Cartago era la principal ciudad para españoles en Costa Rica, y su capital. A su alrededor había varios pueblos para indígenas nativos. Las leyes de ese tiempo prohibían que los llamados mulatos (hijos de negros con blancos) y los pardos (negros libres) vivieran en el centro, y no podían pasar de la Cruz de Caravaca, viviendo dispersos y marginados al este de la ciudad, en el lugar llamado la Puebla de los Pardos. 
Cuenta la piadosa leyenda del pueblo, que en la mañana del 2 de agosto quizás de 1635, una joven mulata que vivía en dicha puebla, afanosamente recogía como de costumbre leña en medio del espeso bosque. Al llegar a un breñal, sobre una gran roca y cerca de un manantial, halló una pequeña escultura de piedra con apariencia de una mujer con su hijo en brazos. Llena de alegría, creyendo que se había encontrado una muñequita, decidió llevarla a su casa, donde la guardó en un cajoncito y siguió con sus quehaceres cotidianos, olvidándose de ella. A la mañana siguiente, volvió al mismo breñal del hallazgo a recoger más leña, y encontró en la roca, una talla igual a la encontrada el día anterior. Muy contenta pensando que ya tenía dos esculturas, hizo lo mismo, la llevó a su casa para guardarla en el cajón junto a la otra, pero al buscarla, no la encontró, y así extrañada guardó la nueva imagen descubierta. De este mismo modo sucedió al tercer día: por tercera vez encontró la misma imagen y en el mismo sitio. Volvió a su casa para verificar el interior del cajóncillo, y estaba vacío,  pero esta vez en lugar de guardarla, la muchacha sobresaltada llevó la imagen al párroco de la localidad, quien no dándole mucha importancia al relato de la pobre joven, la despachó pronto y guardó la humilde estatuilla en un cofre, despistándose de ella. Al día siguiente, el clérigo recordó abrir el cofre para examinar la curiosa muñequita de piedra y para su sorpresa, no estaba por ningún rincón. Mientras tanto, la joven volvió al lugar del hallazgo y encontró allí la pequeña efigie, llevándola nuevamente al sacerdote quien esta vez intrigado, y sospechando que la imagen no representaba una simple muñeca, la guardó dentro del sagrario bajo llave. A la mañana siguiente el párroco lleno de expectativa, abrió el sagrario y no la halló, por lo cual, rápidamente, acompañado de un grupo de feligreses y personas honorables de la ciudad, se dirigió al breñal de la Puebla, donde sorprendidos todos encontraron la sagrada imagen encima de la piedra del hallazgo. Es así, como el sacerdote, cayó en cuenta conmovido que aquello era un claro mensaje de la Virgen María: ella deseaba estar con el pueblo pardo, con los pobres, los humildes y los menospreciados por la sociedad. 
La noticia de la virgen parda se extendió rápidamente por el territorio, y fue así, que construyeron allí mismo un pequeño templo en su honor (hoy, la Basílica), donde acudían todos: negros, blancos e indígenas, ricos y pobres, juntos todos como una sola familia e hijos de una misma Madre: Nuestra Señora La Virgen de los Ángeles.

## Juana Pereira
La mujer que encontró dicha imagen se conoce comúnmente como Juana Pereira, se dice que era una joven mulata vecina de un suburbio pobre de Cartago. En la escala social de la Costa Rica colonial, la casta más baja y excluida era la de los negros, y los llamados mulatos, y es a una persona de esta etnia, la más pobre entre los pobres, que la piadosa tradición popular dice que fue la elegida por la Virgen María desde el Cielo para encontrar su bendita imagen. Independientemente de los hechos históricos, el relato del hallazgo de la imagen de Los Ángeles, que cuenta que la Virgen negra no deseaba quedarse con los privilegiados capitalinos, sino con los pobres marginados para enaltecerlos, hace recordar las palabras de la mismísima María en el Evangelio: “Dispersó a los soberbios de corazón, derribó a los poderosos de su trono y elevó a los humildes” (Lucas 1, 52). Lamentablemente, el rastro de la mujer que halló la imagencita se perdió en la Historia de Costa Rica, no conservándose ni siquiera el nombre. Escritos de la época y de la Iglesia dicen que existió, sin embargo, no se le dio seguimiento después del hallazgo de la imagen de la Virgen. El segundo Arzobispo de San José, Víctor Sanabria Martínez, intentó recuperar datos sobre ella. En sus investigaciones detectó que la mayoría de mujeres de esa zona se llamaban Juana y llevaban por apellido Pereira. Al no dar con la identidad de esta muchacha la llamó “Juana Pereira” como un homenaje a todas las campesinas de la época de esa joven que dio con la imagen de la  Virgen de los Ángeles. En ellas se pretendió extender ese honor a toda la cultura indígena y afrodescendiente de Costa Rica. Actualmente en la cripta de la Basílica, en una urna se encuentra una pequeña estatua en recuerdo a la trabajadora, humilde y lamentablemente olvidada mujer conocida como Juana Pereira.

## Descripción de la imagen

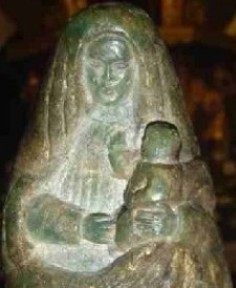
Detalle de la imagen sin sus ornamentos.

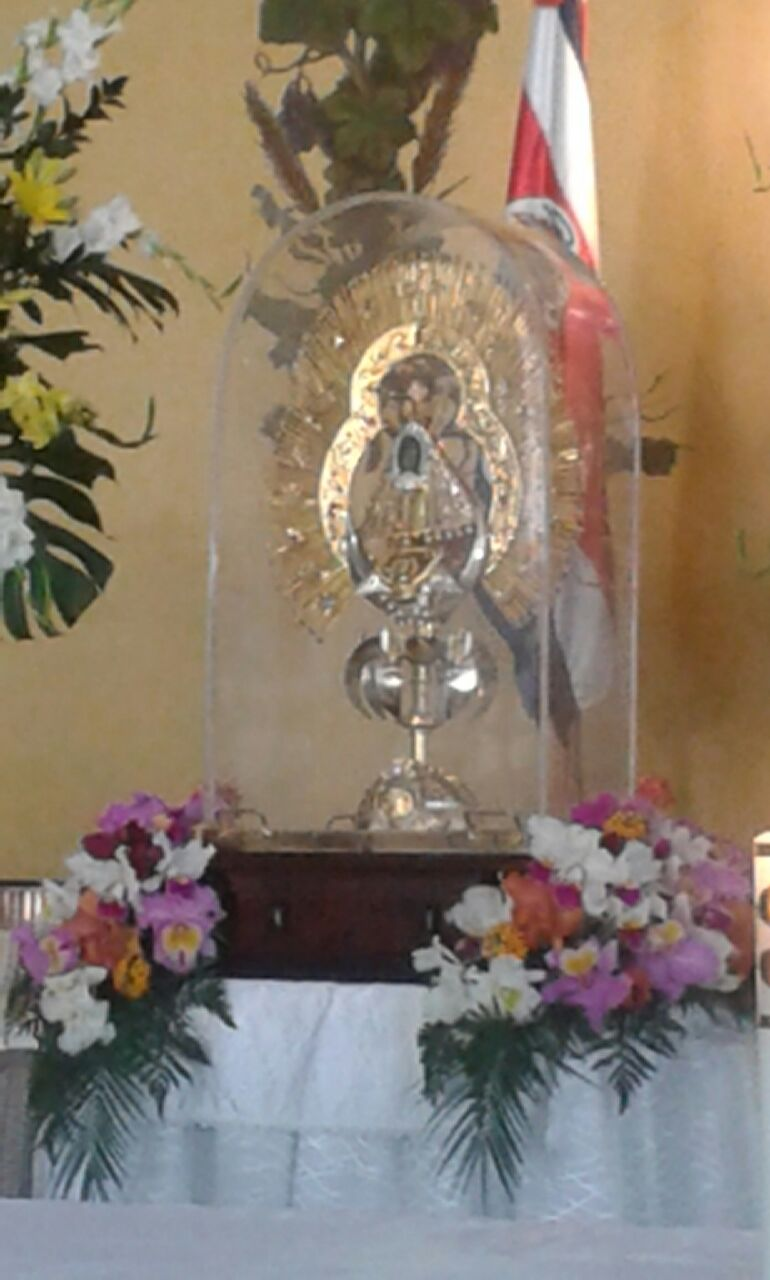
Imagen de La Negrita en su trono, resguardada para una procesión.

Según ciertas fuentes, en esa época del hallazgo, era común la imaginería religiosa en el Valle Central de Costa Rica, donde maestros y aprendices se especializaban en hacer imágenes en madera o piedra, para venderlas en el mercado local.
La estatuilla de la Virgen de los Ángeles fue esculpida muy rústicamente en una sola pieza, con la técnica del ancestral cincelado indígena, heredada a través del mestizaje. Está elaborada principalmente de piedra volcánica,  también de grafito y lo que pareciera jade. Llama la atención que la imagen tenga esos minerales unidos en su composición. Según investigaciones, en esa época no había grafito en Costa Rica, solo en Europa, mientras que en ese continente no se contaba con piedra volcánica. Con base en eso, se podría concluir que la imagen tiene características unidas de los dos continentes.
La imagen no sobrepasa los 20 cm de alto, se le conoce popularmente como La Negrita por su color gris-verduzco. Los rasgos de la Virgen son de afromestiza, o sea, una mezcla entre negra, indígena y española. La cara es ovalada, los ojos rasgados, la nariz achatada (un poco ancha) y la boca pequeña. Ella está hacia el frente, viste una ancha túnica, y un grueso manto la cubre casi por completo. Por delante el manto la deja en descubierto desde la cabeza y el pecho hasta un poco más abajo de la cintura, sosteniéndose por una de las puntas en el brazo izquierdo, mismo brazo que sostiene a su hijo por quien inclina reverente la cabeza. Por su parte, el pequeño niño (en el que converge toda la escultura), ve directamente los ojos de su madre, a quien con su mano derecha le toca el corazón.
La Familia del Valle (los joyeros personales de la imagen), le construyeron un trono con resplandor (a manera de custodia),  hecho en oro y plata con piedras preciosas, donado por los propios fieles agradecidos por un favor. En total, la estructura mide un metro de alto. Es fácilmente observar que la imagen de la Virgen de los Ángeles montada en dicho trono, cumple la descripción de Apocalipsis 12: “Apareció en el cielo una gran señal, una mujer vestida de sol con doce estrellas sobre su cabeza y la luna bajo sus pies”. En el punto alto del resplandor sobresale una cruz pectoral donada por el quien fuera el arzobispo de San José, Otón Castro. En la base de la estructura se colocó el escudo de Costa Rica, regalo del entonces mandatario, Daniel Oduber Quirós. Al emblema nacional se le agregaron algunos anillos que donó el obispo Rodríguez Quirós.

## Basílica de Nuestra Señora de los Ángeles

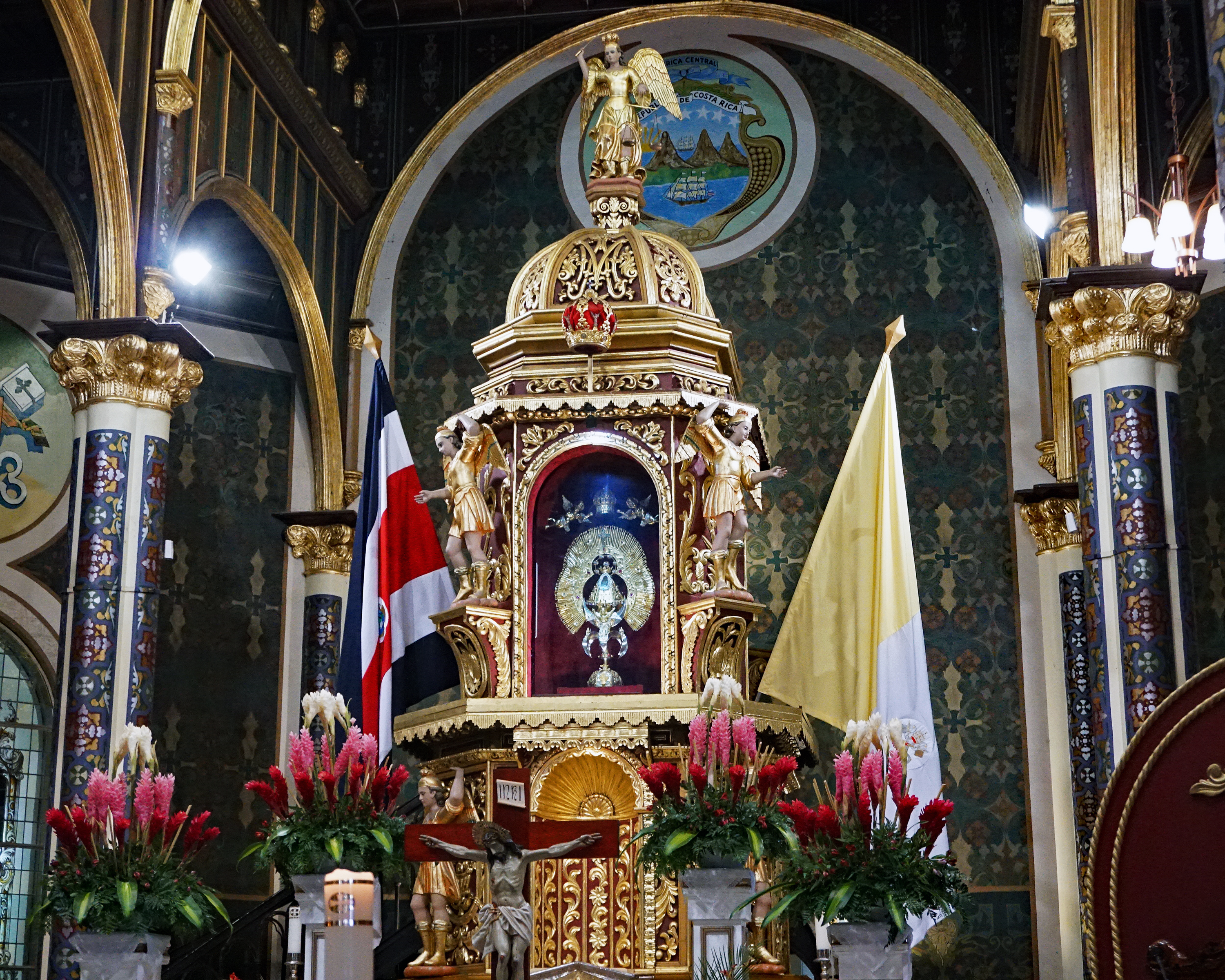
Virgen de los Ángeles en el altar principal de la Basílica

El cura párroco de Cartago en la época del hallazgo fue el padre Baltazar de Grado (cuyo vicario era Alonso de Sandoval). Es significativo que los hechos relacionados con la Virgen de los Ángeles sucedieran con el padre Baltazar de Grado, pues al parecer, él fue el primer sacerdote nacido en Costa Rica. 
En la puebla de los Pardos, en lo que se conoce como el lugar del hallazgo de la imagen, se fue levantando una ermita con el aporte de los pobladores, muchos de los cuales tenían fincas de cacao, y en 1912 se empezó la actual Basílica de Los Ángeles,  siendo este Santuario el sitio principal de devoción y peregrinación para el pueblo católico costarricense e incluso centroamericano.

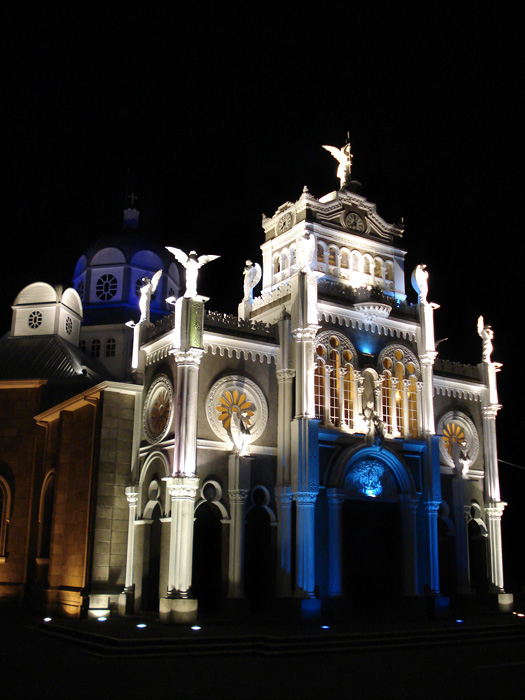
Basílica de los Ángeles en la noche

Entre el 23 de julio (cuando inicia la novena y la romería) y el 2 de agosto de cada año, la plaza de la Basílica, recibe aproximadamente alrededor de 2,5 a 3 millones de personas, específicamente durante la semana de Fiestas de la Virgen entre nacionales y extranjeros, para mostrar su devoción a la Virgen, que en su mayoría llegan caminando desde sitios rurales y lejanos como Guanacaste y San Vito, o por la misma ciudad  capital San José. Al llegar a la Basílica los peregrinos, venciendo el cansancio y el dolor físico, entran de rodillas hasta el altar principal, donde les espera la pequeña imagen ofreciéndoles a su Hijo.
Al igual que en el Santuario de Lourdes, a un lado de la Basílica de los Ángeles, se encuentra un manantial donde los fieles beben y recogen el agua bendita en botellas, y algunos se lavan partes o todo el cuerpo, para pedir un favor o sanación física y espiritual. En la Basílica se encuentra la sala de exvotos, lugar donde los fieles dejan como recuerdo una pequeña medalla con la forma de una parte del cuerpo de la que creen fueron sanados milagrosamente. 
Para la creencia popular católica, son muchos los favores y milagros realizados por Dios gracias a la intercesión de la Virgen María bajo la advocación de Nuestra Señora Reina de los Ángeles, y por eso los costarricenses que pertenecen a esta iglesia la veneran como su Reina y Madre.

## Fechas importantes
- 2 de agosto alrededor de 1635: hallazgo de la imagen de Nuestra Señora de los Ángeles.

- 14 de agosto de 1782: proclamación de la Virgen de los Ángeles como Patrona de Cartago.

- Agosto de 1782: primera pasada de la Imagen de la Virgen a la Parroquia Central de Cartago.

- Agosto de 1824: primer robo en la Basílica.

- 23 de septiembre de 1824: el Congreso Constituyente del Estado de Costa Rica declara a la Virgen de los Ángeles Patrona de Costa Rica.

- 1835: con ocasión de la guerra de la Liga se clamó a la Virgen de los Ángeles, como "Princesa de la Paz".

- 2 de marzo de 1862: el sumo pontífice Pío IX, concede a perpetuidad indulgencia plenaria a quien visite el Santuario de los Ángeles.

- Noviembre de 1888: segundo robo en la Basílica.

- 7 de septiembre de 1912: se coloca la primera piedra de la basílica de la Virgen de los Ángeles.

- 25 de abril de 1926: coronación pontificia de la imagen de la Virgen Reina de los Ángeles.

- Julio-agosto de 1935: celebración del tricentenario del hallazgo de la imagen de Nuestra Señora de los Ángeles.

- 26 de julio de 1935: el papa Pío XI concede el título de basílica menor al Santuario Nacional de Nuestra Señora de los Ángeles.

- 25 de abril de 1944: fundación de la parroquia de Nuestra Señora de los Ángeles.

- 25 de abril de 1944: es declarado altar privilegiado el altar mayor de la Basílica.

- Mayo de 1950: tercer robo en la Basílica.

- 2 de diciembre de 1956: coronación de la imagen de la Virgen como Reina del Trabajo.

- Julio-agosto de 1985: celebración solemne del 350 años del hallazgo. La Negrita visita las principales comunidades del país.

- 8 de diciembre de 1991: la imagen de Nuestra Señora de los Ángeles preside la clausura del Congreso Mariano, en el Parque Metropolitano.

- 23 de abril de 1994: solemne consagración de la Basílica de Nuestra Señora de los Ángeles.

- 22 de julio de 1995: inauguración de la Nueva Plaza del Santuario Nacional.

- En 2005 una réplica de la imagen, fue llevada al Vaticano. La colocaron en la Iglesia de Santa Ana, donde peregrinan muchos devotos.

- Julio - agosto 2009: por motivo de la pandemia de gripe A de 2009, el gobierno de la República, suspende la romería por primera vez en 227 años.

- 31 de julio del 2013: la Virgen de los Ángeles es investida comandante general de la Sección Aérea del Ministerio de Seguridad de Costa Rica.[2]

- Agosto 2020: a causa de la Pandemia del Covid-19 el Gobierno de Costa Rica suspende la Romería. La Iglesia invita a realizar una Romería virtual: “aunque es la misma fe, los pies son ahora virtuales y su caminata en espíritu”.

- Agosto 2022: se reanudan la Romería nacional y los actos litúrgicos de la festividad de la Virgen de los Ángeles.

## Patronazgos
- Parroquia Nuestra Señora de Los Ángeles en Heredia.
- Parroquia Nuestra Señora de los Ángeles en Ipís, Goicoechea.

## Filmografía sobre la Virgen de los Ángeles
- "La Negrita, el Milagro de Nuestra Señora de los Ángeles", (1985) largometraje producido y protagonizado por Roxana Bonilla-Giannini, dirigido por Richard Yniguez.[3]
- "La Virgen de los Ángeles", (1993?) documental del director Carlos Freer, con la interpretación de María Bonilla Picado.[4]
- "Serie, Las aventuras de Emeterio", (1997?) capítulo La Virgen de los Ángeles, de Gustavo Rojas y Tatiana Zamora, con Laura Campos en el papel de Juana.
- "Un día 2 de agosto", (2013-14) docudrama dirigido por Andrés Heidenreich y con la participación de José León Sánchez.[5]
- "Manantial de fe: La Negrita", (2016) cortometraje de Gustavo Abarca y con María José Rivera como Juanita.
- "El camino de la Negrita", (2019) documental de Juan Manuel Fernández, sobre la larga romería de peregrinos de San Vito (Coto Brus) a Cartago.[6]
- "El Hallazgo", (2020) cortometraje del director José Mario Salas Boza y protagonizada por Génesis Alvarado como Juana Pereira.